# Bahnhof Hengelo
Der Bahnhof Hengelo, auch Hengelo (O), ist der größte Bahnhof der niederländischen Stadt Hengelo. Der Bahnhof wurde 2024 täglich von 5740 Personen genutzt. Er ist zentraler Knotenpunkt im städtischen öffentlichen Personennahverkehr (ÖPNV). Am Bahnhof verkehren nationale Regional- und Fernverkehrszüge sowie der grenzüberschreitende Intercity von Berlin nach Amsterdam.

## Geschichte
Der Bahnhof wurde am 18. Oktober 1865 mit der Bahnstrecke Almelo–Salzbergen eröffnet. Die Verbindungen nach Zutphen folgte einen Monat später, die nach Glanerbeek im Januar 1868. Sein heutiges Aussehen erhielt der Bahnhof 1951 (Architekt: Hermanus Gerardus Jacob Schelling). Im Jahr 2009 wurde der Unterführungstunnel verbreitert und optisch verändert.

## Streckenverbindungen
Im Jahresfahrplan 2022 wird der Bahnhof Hengelo von folgenden Linien bedient:
| Linie/Zugtyp | Linienverlauf | Takt                                                       | Betreiber                         |
| ------------ | --- | ---------------------------------------------------------- | --------------------------------- |
| Intercity    | Amsterdam Centraal – Amersfoort Centraal – Deventer – Hengelo – Bad Bentheim – Rheine – Osnabrück Hbf – Hannover Hbf – Berlin Hbf – Berlin Ostbahnhof | 120 min                                                    | NS International / DB Fernverkehr |
| Intercity    | Schiphol Airport – Amsterdam Zuid – Amersfoort Centraal – Deventer – Hengelo – Enschede | 60 min                                                     |                                   |
| Intercity    | Den Haag Centraal – Gouda – Utrecht Centraal – Amersfoort Centraal – Deventer – Hengelo – Enschede | 60 min                                                     |                                   |
| Intercity    | Zwolle – Almelo – Hengelo – Enschede | 60 min (Blauwnet; fährt nur an Werktagen und nur tagsüber) | Keolis                            |
| Sprinter     | Apeldoorn – Deventer – Almelo (– Hengelo – Enschede) | 30 min (fährt nur in der HVZ über Hengelo nach Enschede)   |                                   |
| Sprinter     | Zwolle – Almelo – Hengelo – Enschede | 30 min (Blauwnet)                                          | Keolis                            |
| Stoptrein    | Zutphen – Hengelo – Oldenzaal | 30 min (Blauwnet)                                          | Syntus Twente                     |
| RB 61        | Wiehengebirgs-Bahn: Hengelo – Oldenzaal – Bad Bentheim – Schüttorf – Salzbergen – Rheine – Hörstel – Ibbenbüren-Esch – Ibbenbüren – Ibbenbüren-Laggenbeck – Osnabrück Altstadt – Osnabrück Hbf – Wissingen – Westerhausen – Melle – Bruchmühlen – Bünde (Westf) – Kirchlengern – Hiddenhausen-Schweicheln – Herford – Brake (b Bielefeld) – Bielefeld Hbf Stand: Fahrplanwechsel Dezember 2021 | 60 min                                                     | Eurobahn                          |